# Кульякан
Кульяка́н (исп. Culiacán), официально Кульяка́н-Роса́лес (исп. Culiacán Rosales) — город в Мексике, столица штата Синалоа и административный центр одноимённого муниципалитета. Население 605 304 человека (2005). Один из крупнейших городов Мексики и крупнейший город штата. Муниципалитет Кулиакан включает в себя такие окрестности общины как Коста-Рика и Эль Дорадо, общая площадь которого составляет 4758 км². Расположен в центральной части штата, у подножия Западной Сьерра-Мадре, у слияния рек Тамасула и Умая, образующих реку Кульякан.
Город описан в романе Артуро Переса-Реверте «Королева юга».

## Этимология
На языке науатль название города звучит как Колвакан, которое состоит из слова Колва (Уолхуа) и суффикса-кан, что означает место. 
Историки выдвинули значения:    
- "место змей"

- "кривые холмы"

- "там, где пешеходы сворачивают с дороги".

Наиболее распространенная версия - это "место колхуасов", то есть населенное племенем колхуа, также "место тех, кто поклоняется богу Колтзину".

## История
В 1531 году на месте индейского поселения испанский конкистадор Нуньо Бельтран де Гусман основал город под названием Сан-Мигель-де-Кульякан. Город служил отправной точкой для продвижения испанцев в глубь территории современной Мексики и США. Исследователь Франсиско Васкес де Коронадо (Francisco Vásquez de Coronado) отправлялся из Кульякана в те места, что сейчас составляют современные США. В последующие десятилетия в Кульякан стали прибывать переселенцы из Европы. Однако в течение столетий Кульякан оставался тихим провинциальным городом.
В 1786 году была внедрена муниципальная система управления.
В 1830 году, после создания штата Синалоа, Кульякан стал его столицей. Во время президентства П. Диаса в Кульякане проходили мероприятия по благоустройству города.
14 ноября 1913 года, во время Мексиканской революции, войска конституционалистов под командованием генерала Альваро Обрегона захватили Кульякан в результате двухдневных боёв.
Экономический прорыв произошёл в 1950-х годах, когда в районе города была построена плотина, которая дала толчок к развитию сельского хозяйства, и город начал расти в геометрической прогрессии. Начиная с конца 1950-х годов, Кульякан стал родиной зарождавшейся теневой экономики, основанной на экспорте в США наркотиков. Завершение строительства Панамериканского шоссе и регионального аэропорта в 1960-е годы дали дальнейшее ускорение развития экономики.
С конца 1990-х годов остро стоит проблема наркотрафика, именно здесь базируется крупный наркокартель Синалоа, основанный Эль Чапо. 17-18 октября 2019 года в Кульякане произошли бои между полицией и бандитами из наркокартеля, на время захватившими город, чтобы освободить арестованного властями наркобарона Овидио Гусмана Лопеса (сына Эль Чапо). В столкновениях погибли 14 человек.В ходе противостояния президент Мексики Андрес Мануэль Лопес Обрадор отдал приказ отпустить Гусмана-младшего, "чтобы не подвергать население риску".

## Экономика
Крупнейший экономический центр штата. Развито земледелие и субтропическое плодоводство. Выращивают сладкий перец, томаты, картофель, дыни — на экспорт в США; пшеницу, хлопчатник, сахарный тростник, фасоль — для внутреннего потребления. Одной из важнейших отраслей является переработка сельскохозяйственной продукции.
В Кульякане производится около 1/3 всей промышленной продукции, в том числе имеются завод по сборке и ремонту пассажирских автобусов «Industrias Godoy» и цементный завод компании «Cemex S.A. de C.V.».
С 2000-х годов развивается туризм, включая морскую рыбалку на побережье Калифорнийского залива и спортивную охоту в окрестностях города.
Город обслуживает международный аэропорт (2005 год — около 800 000 пассажиров).

## Образование
- Автономный университет штата Синалоа (переведён из Масатлана в 1874 году)
- Технологический институт Кульякана (1968)
- Католический университет
- филиал Автономного университета штата Дуранго

## Известные уроженцы и жители
- Мигель Анхель Феликс Гальярдо (р. 1946) — мексиканский наркобарон, основатель картеля «Гвадалахара».